# Anthurium luschnathianum
Anthurium luschnathianum är en kallaväxtart som beskrevs av Carl Sigismund Kunth. Anthurium luschnathianum ingår i släktet Anthurium och familjen kallaväxter. Inga underarter finns listade.